# Vanessa Demouy
Vanessa Demouy (ur. 5 kwietnia 1973 w Montreuil) – francuska aktorka, piosenkarka i modelka.
Karierę modelki rozpoczęła w wieku 14 lat, później zaczęła grać w filmach i serialach telewizyjnych. Vanessa Demouy została wynajęta przez francuskie czasopismo do zrobienia sesji jako Lara Croft, jednak zdjęcia te nigdy nie zostały wykorzystywane do promocji gry.

## Filmografia
- 1990 : Les illusions du mariage
- 1993 : Classe mannequins (Model Academy)
- 1995 : Coeurs caraïbes (Models in Paradise)
- 1996 : Aventures Caraïbes
- 1998 : Les jolies doses
- 2000 : Le Marquis
- 2002 : Malone
- 2005 : Navarro
- 2005 : Central nuit

## Dyskografia
- 1995 : Rêve de fille
- 2003 : De l’air